# شیه یونگجون
شیه یونگجون (انگلیسی: Xie Yongjun؛ زادهٔ ۵ فوریهٔ ۱۹۸۰)  شمشیرباز اهل چین بود. وی در بازی‌های المپیک تابستانی ۲۰۰۴ شرکت کرده‌است.